# 瓦磘子 (屏東縣)
瓦磘子，原寫為瓦磘仔，是臺灣屏東縣新園鄉的一個傳統地域名稱，位於該鄉東北部。相較於今日行政區，其範圍大致包括瓦磘村不含南部及北端及東北端及東部邊界地帶中央一小段、仙吉村東北部，以及萬丹鄉的甘棠村北部西側凸出部分的西南部、新鐘村本體南部凸出部分的西部中段及西部北側凸出部分的西南部、新鐘村飛地南部。
本地區境內主要聚落為瓦磘仔、後大厝、下瓦磘，設有瓦磘國小。

## 歷史
台灣日治初期，瓦磘子地區為一街庄，稱為「瓦磘仔庄」（舊制街庄），隸屬於新園里。該庄昔日北邊及東邊北段與新庄仔庄為鄰，東邊南段與興化廍庄為鄰，南邊為甘棠門庄、仙公廟庄，西邊為田洋仔庄。
1901年（日治明治三十四年）11月11日，全台廢縣廳改設二十廳，該庄隸屬於阿猴廳。1904年（明治三十七年）4月15日，該庄編入「仙公廟區」，隸屬於阿猴廳。1905年（明治三十八年）4月1日，阿猴廳改稱「阿緱廳」。1909年（明治四十二年）10月25日，全台合併二十廳為十二廳，仙公廟區仍隸屬於阿緱廳。1920年（大正九年）10月1日，全台地方制度大改正，廢十二廳改設五州二廳，該庄改制並雅化為「瓦磘子」大字，隸屬於高雄州東港郡新園庄（新制街庄）。
戰後新園庄改制為新園鄉，隸屬於高雄縣，大字亦改制為村。1950年（民國39年）3月，新園鄉拆分出崁頂鄉，本地區仍隸屬新園鄉。同年10月1日，高、屏分治，新園鄉改隸屬於屏東縣。

## 聚落
本地區發展較早的聚落為瓦磘仔、下巷仔（已消失）、後大厝、下瓦磘，在日治初期的官方地圖上已有記載。此外，本地區尚有新吉莊（新吉）聚落。

## 交通
省道台27線是荖濃至烏龍的幹道，經過本地區西部邊界地帶。由該道路北行可前往萬丹鄉、屏東市、九如鄉/長治鄉交界地帶、鹽埔鄉等地；南行可前往新園鄉南部，並止於烏龍聚落南郊的省道台17線路口。
鄉道屏57線是瓦磘仔至新園的道路，其北側端點（起點）位於本地區西北部邊界地帶偏北側的省道台27線路口，由此向東轉南蜿蜒而行，會經過本地區的瓦磘仔、後大厝等聚落。

## 學校
- 瓦磘國小